# Laholo
Laholo (cyr. Лахоло) – wieś w Czarnogórze, w gminie Bijelo Polje. W 2011 roku liczyła 99 mieszkańców.